# Iuri Istomin
Iuri Istomin   (Khàrkiv, 3 de juliol de 1944 - Moscou, 6 de febrer de 1999) fou un futbolista ucraïnès de la dècada de 1960.
Fou 34 cops internacional amb la selecció soviètica amb la qual participà en els Jocs Olímpics d'Estiu de 1972.
Pel que fa a clubs, defensà els colors de FC CSKA Kyiv i PFC CSKA Moscou.